# Merzhin
Merzhin (Merlin auf Bretonisch) ist eine französische Rockband aus Landerneau.
Ihre Musik zeichnet sich durch den Einsatz von Instrumenten aus, die für andere Rockbands eher ungewöhnlich sind. Die Musiker setzen neben klassischen Instrumenten wie Gitarren, Bässen und Trommeln auch die Bombarde oder verschiedene Arten von Flöten oder Blechblasinstrumente ein.

## Geschichte

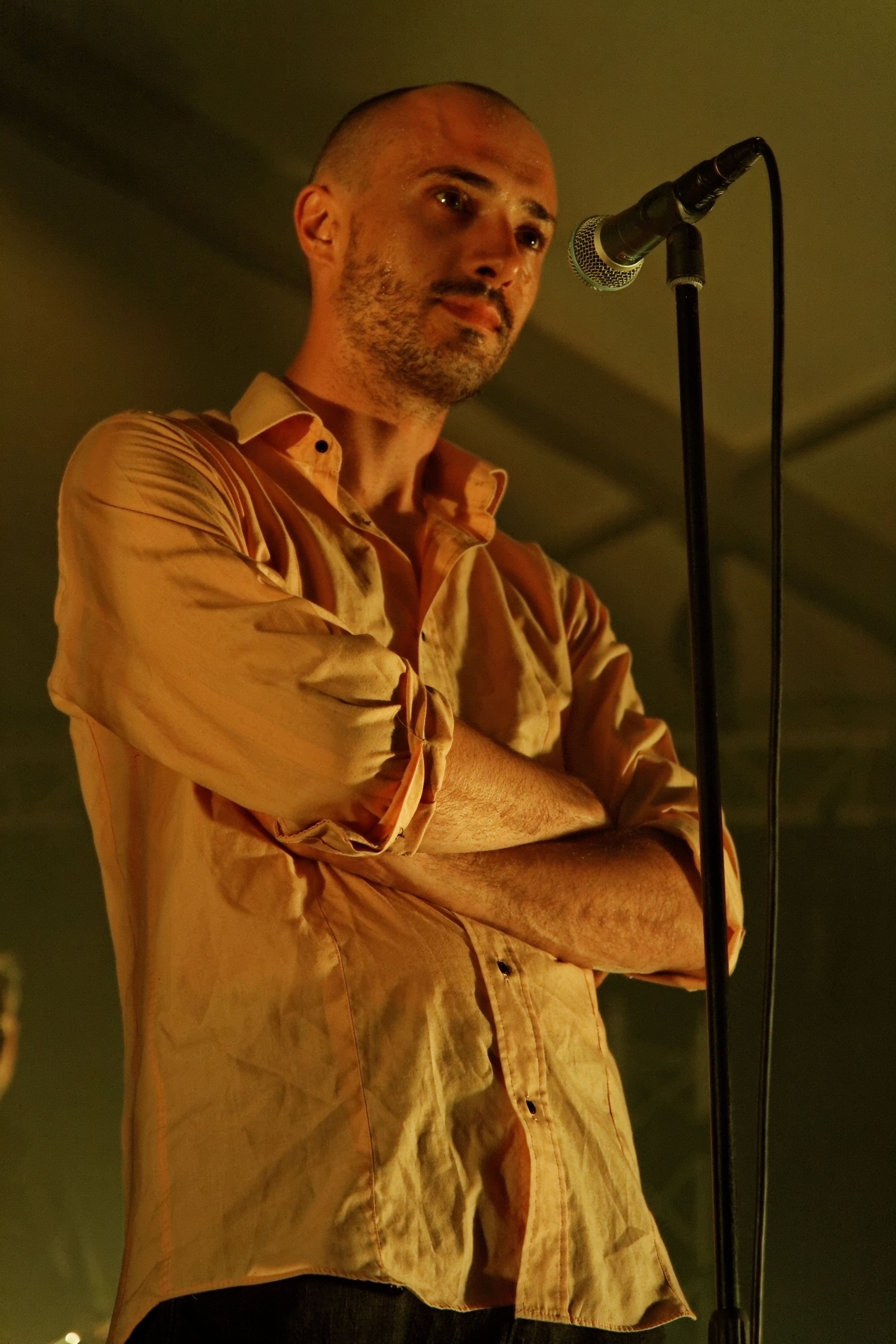
Pierre Le Bourdonnec
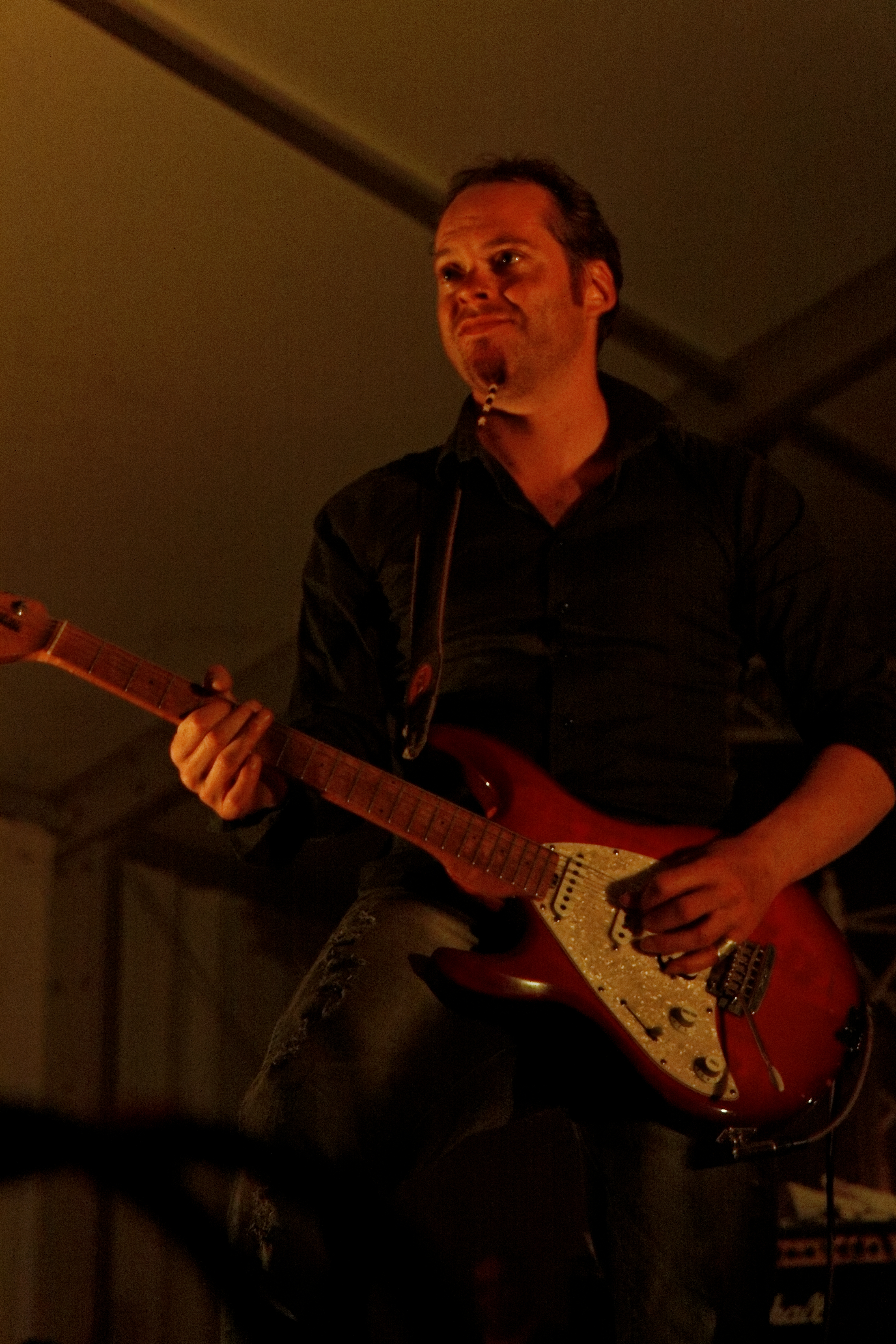
Stéphane Omnes
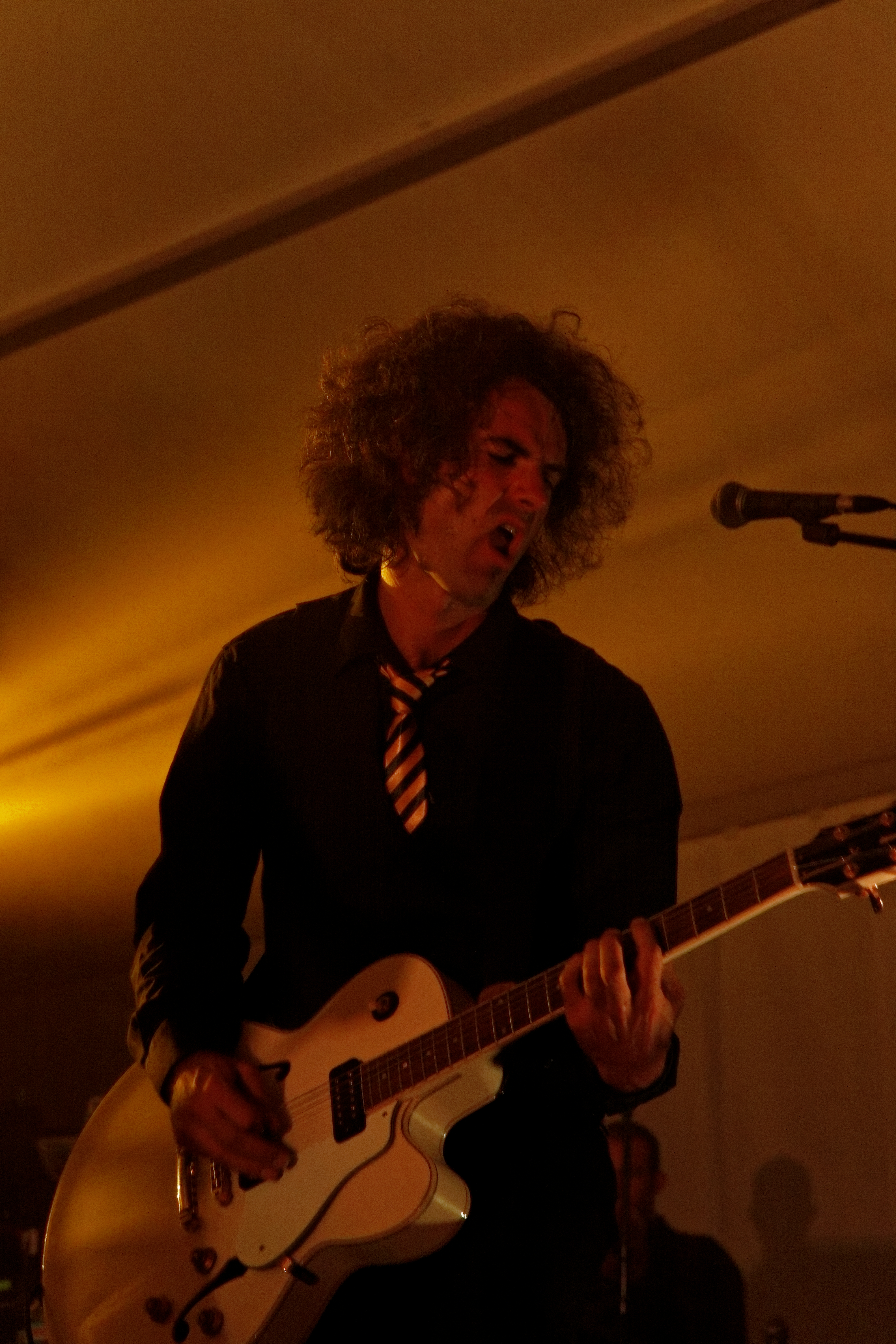
Vincent L'Hour
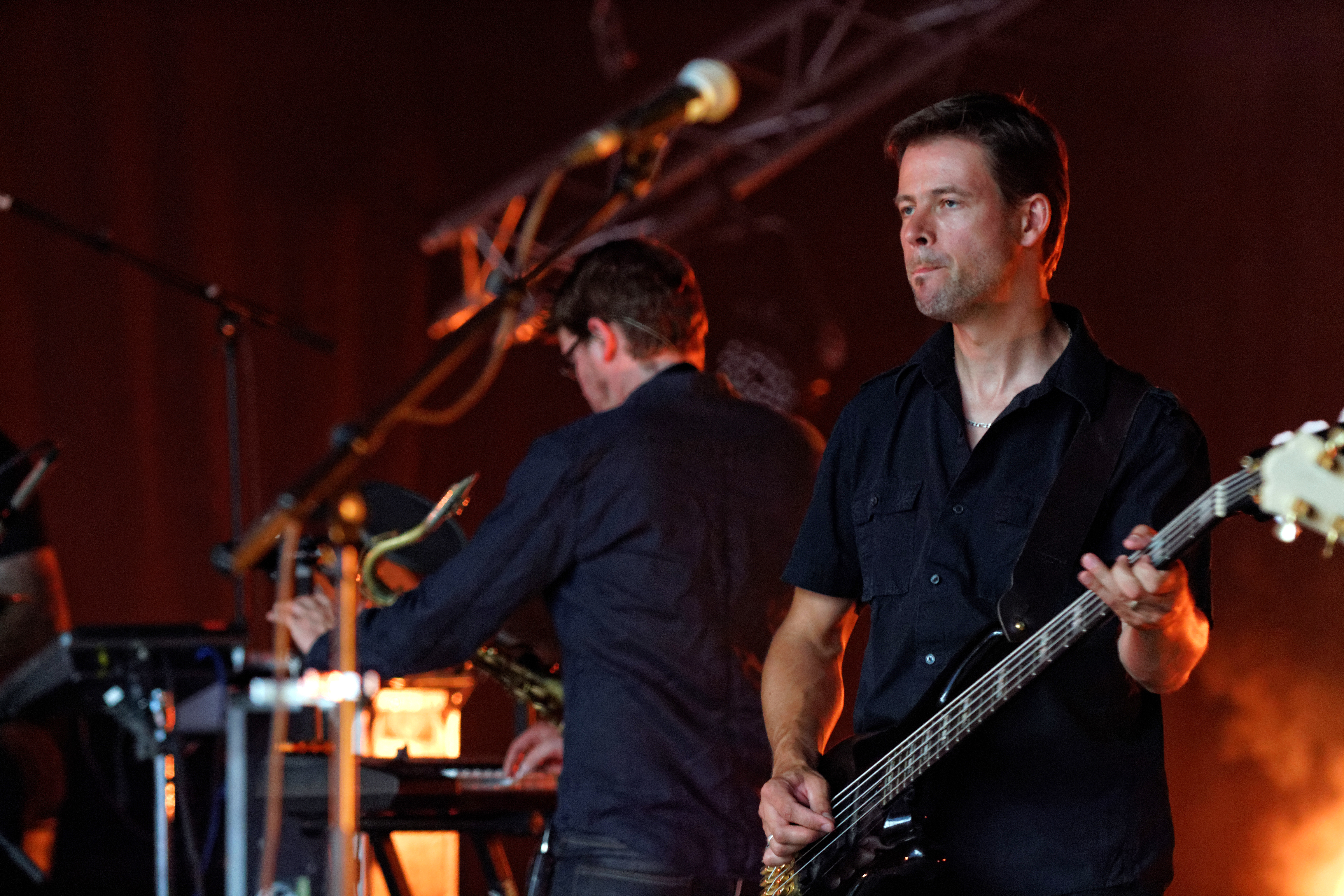
Damien Le Bras
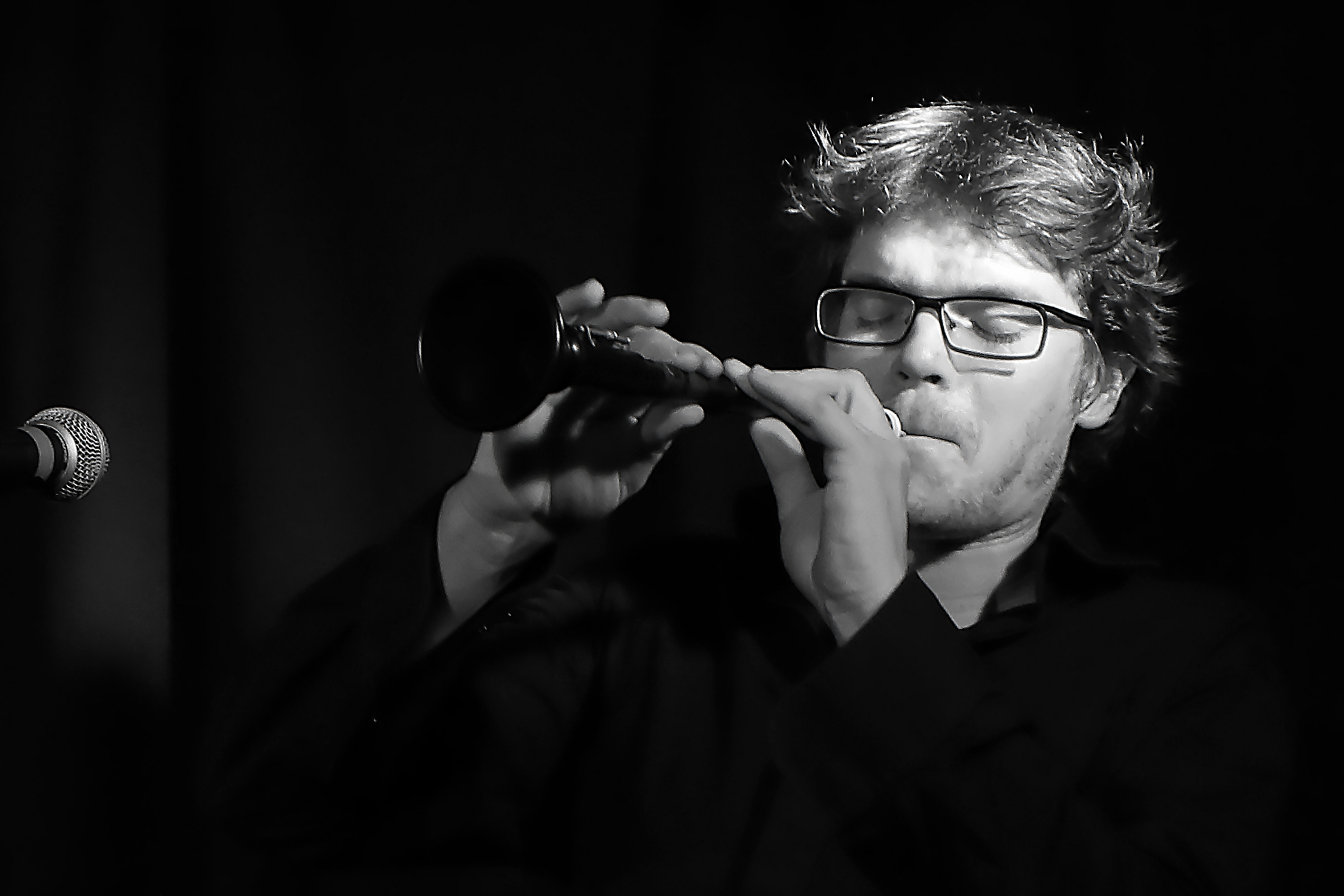
Ludovic Berrou
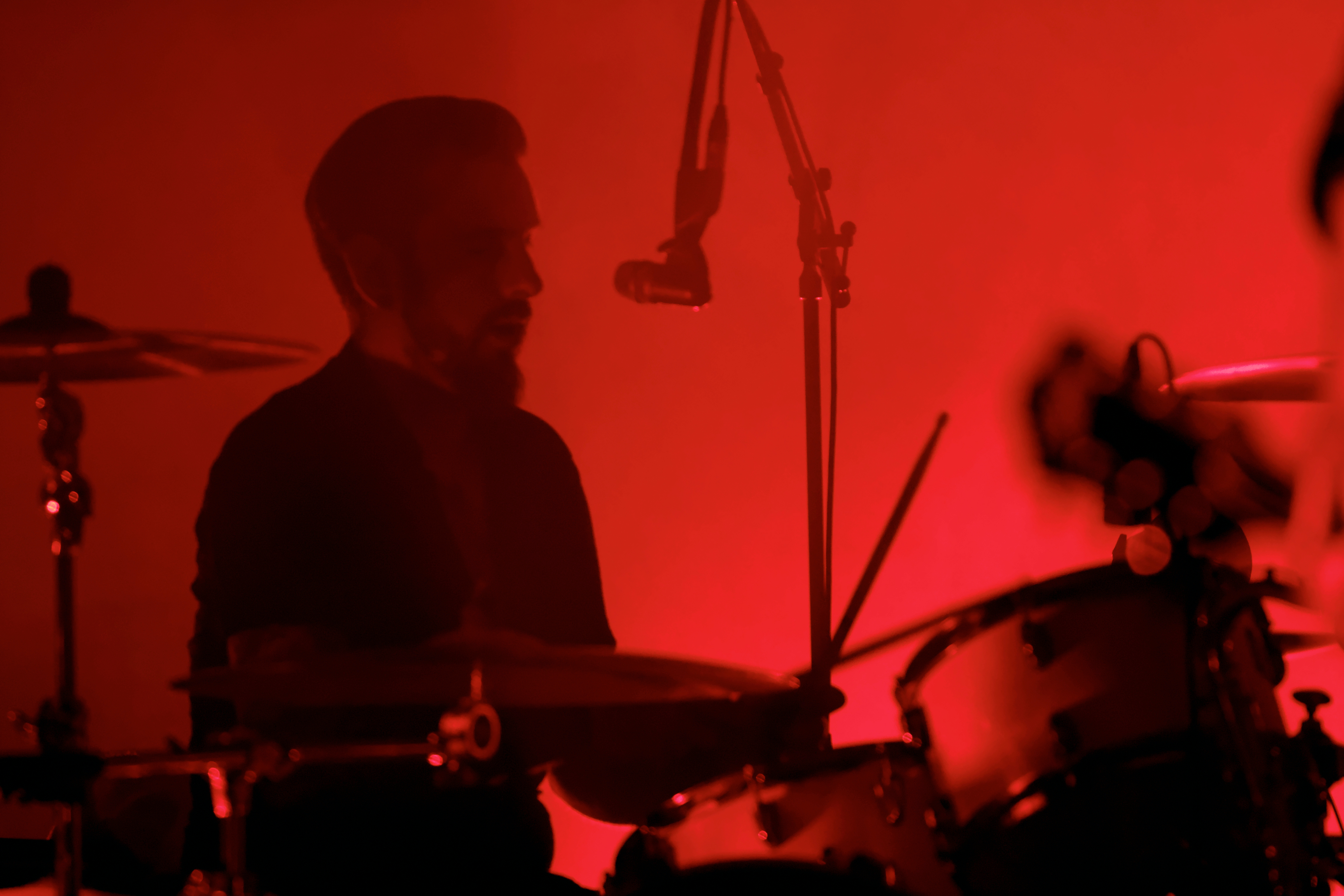
Jean-Christophe Colliou

Bedeutende Einflüsse für die Band waren Noir Désir und Mano Negra. Es bestand eine Zusammenarbeit mit Matthieu Ballet, der auch mit Thomas Fersen, Alexis HK, Christophe Miossec und Alain Bashung zusammen gearbeitet hat.

## Diskografie

### Studioalben
| Jahr | Titel                   | Höchstplatzierung, Gesamtwochen, AuszeichnungChartsChartplatzierungen (Jahr, Titel, Platzierungen, Wochen, Auszeichnungen, Anmerkungen) | Anmerkungen |
| Jahr | Titel                   | FR | Anmerkungen |
| ---- | ----------------------- | --- | ----------- |
| 2000 | Pleine lune             | FR21 (12 Wo.)FR |             |
| 2002 | Adrénaline              | FR29 (10 Wo.)FR |             |
| 2006 | Pieds nus sur la braise | FR54 (12 Wo.)FR |             |
| 2010 | Plus loin vers l’Ouest  | FR65 (7 Wo.)FR |             |
| 2014 | Des heures à la seconde | FR95 (2 Wo.)FR |             |
| 2016 | Babel                   | FR95 (1 Wo.)FR |             |
| 2018 | Nomades                 | FR130 (1 Wo.)FR |             |

Weitere Studioalben
- 2009: Moon Orchestra

### Livealben
| Jahr | Titel          | Höchstplatzierung, Gesamtwochen, AuszeichnungChartsChartplatzierungen (Jahr, Titel, Platzierungen, Wochen, Auszeichnungen, Anmerkungen) | Anmerkungen |
| Jahr | Titel          | FR | Anmerkungen |
| ---- | -------------- | --- | ----------- |
| 2008 | Merzhin (Live) | FR197 (1 Wo.)FR |             |

Weitere Livealben
- 2007: Pieds nus sur la scène
- 2016: Babelive

### Kompilationen
| Jahr | Titel | Höchstplatzierung, Gesamtwochen, AuszeichnungChartsChartplatzierungen (Jahr, Titel, Platzierungen, Wochen, Auszeichnungen, Anmerkungen) | Anmerkungen |
| Jahr | Titel | FR | Anmerkungen |
| ---- | ----- | --- | ----------- |
| 2012 | 15    | FR197 (1 Wo.)FR |             |

Weitere Kompilationen
- 2016: L’intégrale

### Singles
- 1998: Merzhin
- 1999: Première Lune
- 2002: Live au Bataclan
- 2014: Remix